# 1866 no teatro

## Eventos
- Inauguração em Lisboa do Teatro Apolo, inicialmente designado por Teatro do Príncipe Real.

## Nascimentos
| Data         | Nome              | Profissão                        | Nacionalidade                              | Observações | Ref |
| ------------ | ----------------- | -------------------------------- | ------------------------------------------ | ----------- | --- |
| 6 de abril   | May Yohé          | atriz de teatro musical e cinema | Estados Unidos                             | m. 1938     |     |
| 15 de agosto | Adelina Abranches | atriz de teatro                  | Reino Unido de Portugal, Brasil e Algarves | m. 1945     |     |
| ??           | Dores Aço         | atriz de teatro                  | Reino Unido de Portugal, Brasil e Algarves | m. 1893     |     |

## Mortes
| Data | Nome | Profissão | Nacionalidade | Observações | Ref |
| ---- | ---- | --------- | ------------- | ----------- | --- |